# مورفريسبورو (كارولاينا الشمالية)
مورفريسبورو (بالإنجليزية: Murfreesboro, North Carolina)‏ هي بلدة أمريكية تقع في الولايات المتحدة في مقاطعة هرتفورد، كارولاينا الشمالية. يقدر عدد سكانها بـ 2,045 نسمة ومساحتها 5.7 كم2 وترتفع عن سطح البحر 26 متر.

## التركيبة السكانية
حدّد مكتب تعداد الولايات المتحدة بيانات التركيبة السكانية لمورفريسبورو في تعداد الولايات المتحدة. في ما يلي، التركيبة السكانية حسب تعدادي 2000 و2010.

### تعداد عام 2000
بلغ عدد سكان مورفريسبورو 2,045 نسمة بحسب تعداد عام 2000، وبلغ عدد الأسر 919 أسرة وعدد العائلات 574 عائلة مقيمة في البلدة. في حين سجلت الكثافة السكانية 344.9 نسمة لكل كيلومتر مربع (893.3/ميل2). وبلغ عدد الوحدات السكنية 986 وحدة بمتوسط كثافة قدره 166.3 لكل كيلومتر مربع (430.7/ميل2).
وتوزع التركيب العرقي للبلدة بنسبة 60% من البيض و37.56% من الأمريكيين الأفارقة و0.49% من الأمريكيين الأصليين و0.24% من الأمريكيين ذوي الأصول الآسيوية و0.93% من الأعراق الأخرى و0.78% من عرقين مختلطين أو أكثر و2% من الهسبانيون أو اللاتينيون من أي عرق.
بلغ عدد الأسر 919 أسرة كانت نسبة 28.1% منها لديها أطفال تحت سن الثامنة عشر تعيش معهم، وبلغت نسبة الأزواج القاطنين مع بعضهم البعض 44.5% من أصل المجموع الكلي للأسر، ونسبة 15.1% من الأسر كان لديها معيلات من الإناث دون وجود شريك،  بينما كانت نسبة 2.8% من الأسر لديها معيلون من الذكور دون وجود شريكة وكانت نسبة 37.5% من غير العائلات. تألفت نسبة 34.1% من أصل جميع الأسر من عدة أفراد يعيشون في نفس المنزل ونسبة 17.5% كانت تتألف من شخص يعيش بمفرده يبلغ من العمر 65 عاماً أو أكثر. وبلغ متوسط حجم الأسرة المعيشية 2.22، أما متوسط حجم العائلات فبلغ 2.82.
بلغ العمر الوسطي للسكان 43.3 عاماً. وكانت نسبة 22% من القاطنين تحت سن الثامنة عشر، وكانت نسبة 7.3% بين الثامنة عشر والرابعة والعشرين عاماً، ونسبة 23.2% كانت واقعةً في الفئة العمرية ما بين الخامسة والعشرين والرابعة والأربعين عاماً، ونسبة 25.6% كانت ما بين الخامسة والأربعين والرابعة والستين، ونسبة 21.7% كانت ضمن فئة الخامسة والستين عاماً فما فوق. يوجد لكل 100 أنثى 83.5 ذكر، ويوجد لكل 100 أنثى في الثامنة عشر من عمرها فما فوق 76.8 ذكر.
بلغ متوسط دخل الأسرة في البلدة 29,716 دولارًا، أما متوسط دخل العائلة فبلغ 43,417 دولارًا. وكان متوسط دخل الذكور 31,392 دولارًا مقابل 21,523 دولارًا للإناث. وسجل دخل الفرد الخاص بالبلدة 17,054 دولارًا. وكانت نسبة 11.5% من العائلات ونسبة 18.6% من السكان تحت خط الفقر، وكان من هؤلاء نسبة 24.2% تحت سن الثامنة عشر ونسبة 14.7% في الخامسة والستين من العمر وما فوق.

### تعداد عام 2010
بلغ عدد سكان مورفريسبورو 2,835 نسمة بحسب تعداد عام 2010، وبلغ عدد الأسر 986 أسرة وعدد العائلات 605 عائلة مقيمة في البلدة. في حين سجلت الكثافة السكانية 478.1 نسمة لكل كيلومتر مربع (1,238.3/ميل2). وبلغ عدد الوحدات السكنية 1,107 وحدة بمتوسط كثافة قدره 186.7 لكل كيلومتر مربع (483.6/ميل2).
وتوزع التركيب العرقي للبلدة بنسبة 44.94% من البيض و50.93% من الأمريكيين الأفارقة و0.25% من الأمريكيين الأصليين و0.95% من الأمريكيين ذوي الأصول الآسيوية و0.04% من سكان جزر المحيط الهادئ و1.52% من الأعراق الأخرى و1.38% من عرقين مختلطين أو أكثر و2.93% من الهسبانيون أو اللاتينيون من أي عرق.
بلغ عدد الأسر 986 أسرة كانت نسبة 27.4% منها لديها أطفال تحت سن الثامنة عشر تعيش معهم، وبلغت نسبة الأزواج القاطنين مع بعضهم البعض 37.4% من أصل المجموع الكلي للأسر، ونسبة 20.9% من الأسر كان لديها معيلات من الإناث دون وجود شريك،  بينما كانت نسبة 3% من الأسر لديها معيلون من الذكور دون وجود شريكة وكانت نسبة 38.6% من غير العائلات. تألفت نسبة 33% من أصل جميع الأسر من عدة أفراد يعيشون في نفس المنزل ونسبة 15.5% كانت تتألف من شخص يعيش بمفرده يبلغ من العمر 65 عاماً أو أكثر. وبلغ متوسط حجم الأسرة المعيشية 2.17، أما متوسط حجم العائلات فبلغ 2.74.
بلغ العمر الوسطي للسكان 27.5 عاماً. وكانت نسبة 16.6% من القاطنين تحت سن الثامنة عشر، وكانت نسبة 31.2% بين الثامنة عشر والرابعة والعشرين عاماً، ونسبة 16.3% كانت واقعةً في الفئة العمرية ما بين الخامسة والعشرين والرابعة والأربعين عاماً، ونسبة 20.6% كانت ما بين الخامسة والأربعين والرابعة والستين، ونسبة 15.3% كانت ضمن فئة الخامسة والستين عاماً فما فوق. وتوزع التركيب الجنسي للسكان بنسبة 47.1% ذكور و52.9% إناث.

## أعلام
- دوايت ستيفنسون
- فريد فينسون